# エンタメ〜テレ☆シネドラバラエティ
エンタメ〜テレ☆シネドラバラエティは、名古屋テレビ放送（メ〜テレ）の連結子会社で衛星一般放送事業者および衛星基幹放送事業者の名古屋テレビネクスト株式会社（なごやテレビネクスト、Nagoya TV Next Co.,Ltd.）が運営するCSチャンネル。
スカパー!（東経110度CS放送）、スカパー!プレミアムサービス、スカパー!プレミアムサービス光および一部のケーブルテレビ局、ひかりTVで視聴可能。

## 概要
「COMIN' SOON TV」として開局した当初は予告編など映画情報番組のみを放送していたが、後に映画本編や海外ドラマなども放送するようになる。USENグループ入りしチャンネル名を「シーエスGyaO」に変更後は、GyaOのコンテンツも放送するようになった。
2010年2月、USENグループから名古屋テレビネクストに事業譲渡、同年6月に現在のチャンネル名に変更。基本的に「シーエスGyaO」の番組を引き継いでいるが、メ〜テレ資本になったことによりメ〜テレ制作番組も放送するようになった。在名局がCS放送事業に参入するのはこれが初めてである。また、「エンタメ〜テレクション47」という枠を設け、テレビ朝日系列や独立局制作のバラエティ番組も放送を開始した。
放送内容としては前述の映画、バラエティ番組に加え、パチンコ、パチスロ、麻雀、アイドルなど。映画はVシネマやお色気系が多く、スカパー!プレミアムサービスではMONDO TV、V☆パラダイス、パチ・スロ サイトセブンTVなどが扱うジャンルにおいて競合チャンネルにあたる。
マスコットキャラクターはメ〜テレ本体のキャラクターであるウルフィが使われている。

## 沿革

### COMIN' SOON TV時代
- 1997年
  - 11月 - ギャガ・コミュニケーションズにより株式会社カミングスーン・ティービー設立。のちに、ぴあ、リクルート等の出資を受ける。
- 1998年
  - 4月 - 「COMIN' SOON TV」、ディレクTVで放送開始。
  - 7月 - スカイパーフェクTV!（現・スカパー!プレミアムサービス）でも放送開始。
  - 10月 - チャンネル名を「カミングスーンTV」に変更。
- 2000年
  - 9月 - ディレクTVでの放送を終了。
- 2002年
  - 4月 - カミングスーン・ティービーとギャガ・パブリッシングが合併、株式会社ギャガ・クロスメディア・マーケティング（現・株式会社キネマ旬報社）が発足。
  - 7月 - スカイパーフェクTV!2（現・スカパー!）にてカミングスーンTV放送開始（委託放送事業者はテレビ朝日系のシーエス・ワンテン）。
- 2005年
  - 9月 - スカイパーフェクTV!110（スカイパーフェクTV!2から改称、現・スカパー!）での放送を一旦終了。

### シーエスGyaO時代
- 2006年
  - 9月 - ギャガ・コミュニケーションズが保有するギャガ・クロスメディア・マーケティング株全てを株式会社USENに譲渡、ギャガ・クロスメディア・マーケティングはUSENの連結子会社となる。
  - 11月 - チャンネル名を「シーエスGyaO」に変更。
- 2007年
  - 5月 - USEN、ギャガ・クロスメディア・マーケティング全株を株式会社カピトリーノ（ギャガ・クロスメディア・マーケティング経営陣が同社をUSENから独立させるために用意した受け皿会社で、2007年9月ギャガ・クロスメディア・マーケティングに合併、社名をフットノートに変更）へ譲渡。
  - 8月 - ギャガ・クロスメディア・マーケティング、一部事業をUSENへ譲渡、シーエスGyaOはUSENの衛星役務利用放送チャンネルとなり再びUSENグループへ。
- 2009年
  - 4月 - 新規設立された株式会社UCXに企画・編成・運営全般の事業がUSENから移譲された。

### エンタメ〜テレ☆シネドラバラエティ時代
- 2010年
  - 2月5日 - メ〜テレ、完全子会社の名古屋テレビネクストを設立。
  - 2月26日 - 名古屋テレビネクスト、株式会社USENおよび株式会社UCXから事業を譲受[1]。
  - 6月1日 - 衛星役務利用放送事業者が名古屋テレビネクストに変更。チャンネル名を「エンタメ〜テレ☆シネドラバラエティ」（ハイビジョンチャンネルは「エンタメ〜テレHD☆シネドラバラエティ」）に変更。ANN加盟局のメ〜テレ傘下に入ったことでテレビ朝日系列との関係が復活。
- 2011年
  - 4月1日 - ケーブルテレビ局のコミュニティネットワークセンターグループおよび洛西ケーブルビジョンとひかりTVにチャンネル配信を開始と予告されていたが、3月24日現在、既に配信開始された。チャンネル名は「エンタメ〜テレ」で、チャンネル番号はC607。「☆シネドラバラエティ」というスカパー!の表記は使用されていない[2]。
- 2014年
  - 10月1日 - 日本初のダンス専門チャンネル「ダンスチャンネル by エンタメ〜テレ」を開局。
- 2016年
  - 12月1日 - スカパー!プレミアムサービスの衛星一般放送事業者が、同プラットフォームの全テレビチャンネル一斉にスカパー・ブロードキャスティングからスカパー・エンターテイメントに変更。
- 2018年
  - 10月1日 - スカパー!での放送がハイビジョンチャンネル（論理：Ch.301[注 3]、物理：CS2-ND4 / 12スロット）として復活。衛星基幹放送事業者としては名古屋テレビネクストが直接認定された（シーエス・ワンテンに委託せず直接放送する）ため名古屋テレビネクスト自体としては新規参入。なお、8月28日から9月30日までは試験チャンネル扱いにされていたが、試験放送は行われず停波状態となっていた。チャンネル名は「エンタメ〜テレ」。
- 2025年
  - 3月31日 - 「ダンスチャンネル by エンタメ〜テレ」のスカパー!番組配信並びにSPOOXでの配信を終了[3]。

## 主な番組

### オリジナル番組
- 超ムーの世界
- 心霊呪殺 死返し編
- 戦慄女子
- 心霊マスターテープ
- 心霊マスターテープ2 〜念写〜
- 心霊マスターテープ -EYE-
- 北野誠のおまえら行くな。
- 怪談のシーハナ聞かせてよ。
- すみっこオカルト研究所
- 女優おんせん
- グラッちゃお!
- 心霊グラインドハウス 〜ねむりめ〜
- 心霊グラインドハウス～ねむりめ２～
- 底々グラドルの上々上等 〜崖っぷち脱出大作戦〜
- モテるの法則

### 地上波番組
☆はメ〜テレ制作番組。
- ウドちゃんの旅してゴメン☆
- 名古屋行き最終列車☆
- おぎやはぎのハピキャン☆